# Pontito
 (janvier 2023).
Si vous disposez d'ouvrages ou d'articles de référence ou si vous connaissez des sites web de qualité traitant du thème abordé ici, merci de compléter l'article en donnant les références utiles à sa vérifiabilité et en les liant à la section « Notes et références ».
Pontito est un village de moyenne montagne dans les Apennins, au nord-ouest de Florence, à une altitude de 745 m.

## Personnalités nées à Pontito
- Lazzaro Papi